# Roquefort-sur-Soulzon
Roquefort-sur-Soulzon är en kommun i departementet Aveyron i regionen Occitanien i södra Frankrike. Kommunen ligger  i kantonen Saint-Affrique som ligger i arrondissementet Millau. År 2022 hade Roquefort-sur-Soulzon 502 invånare. I kommunen lagras blåmögelosten Roquefort.

## Befolkningsutveckling
Antalet invånare i kommunen Roquefort-sur-Soulzon
Referens: INSEE

## Galleri

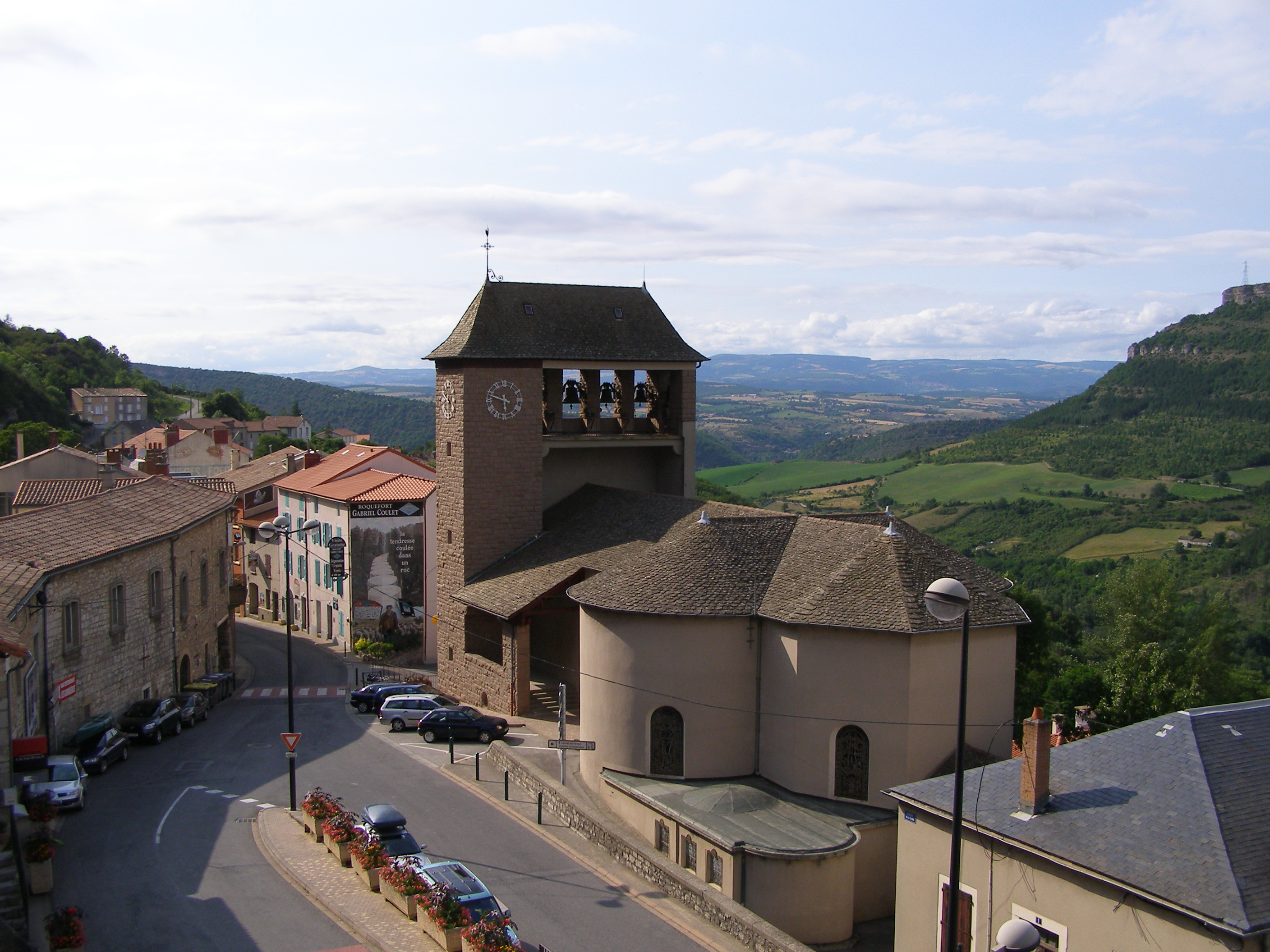
Vy över staden och kyrkan
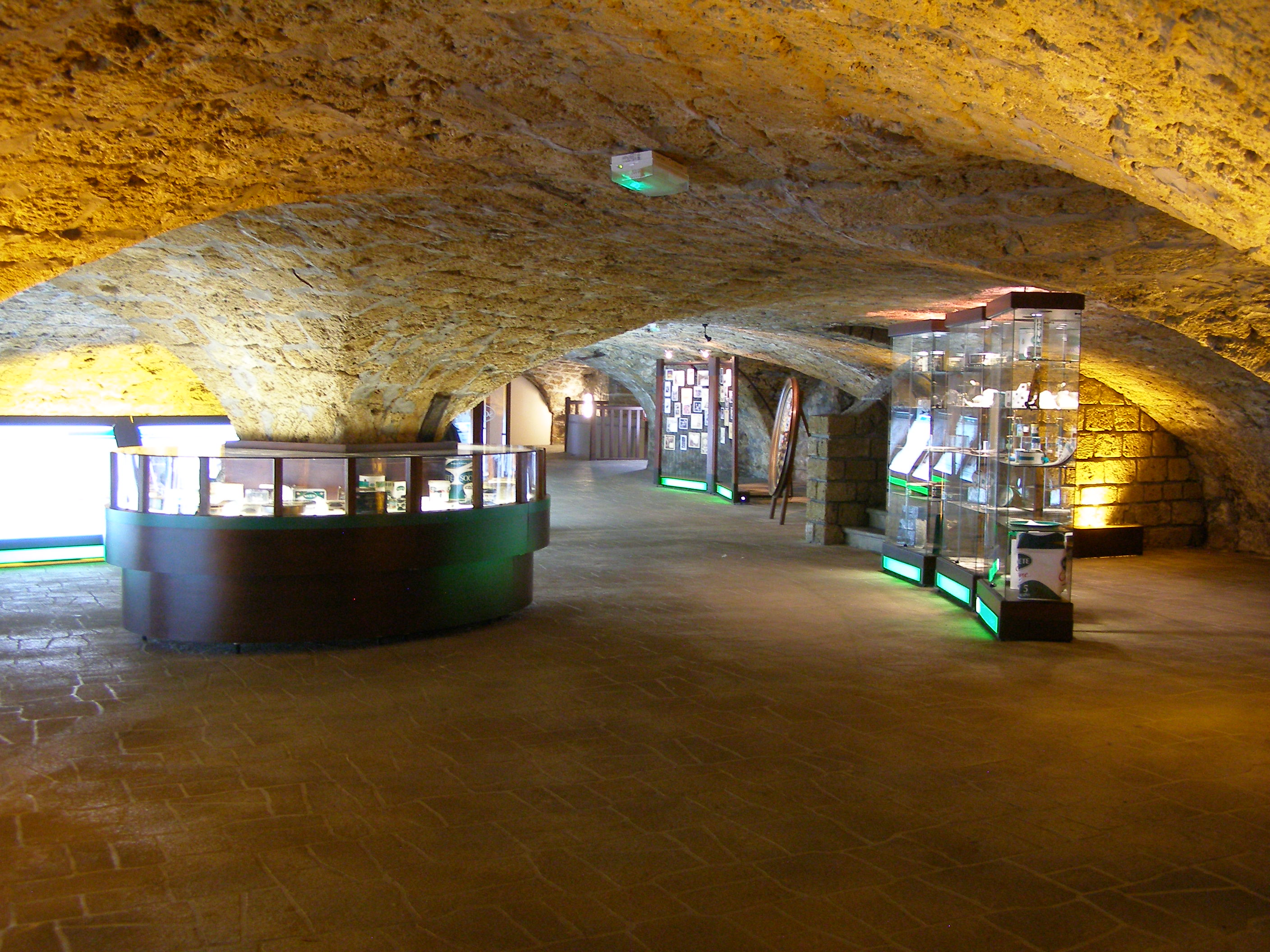
Källare med ostförsäljning
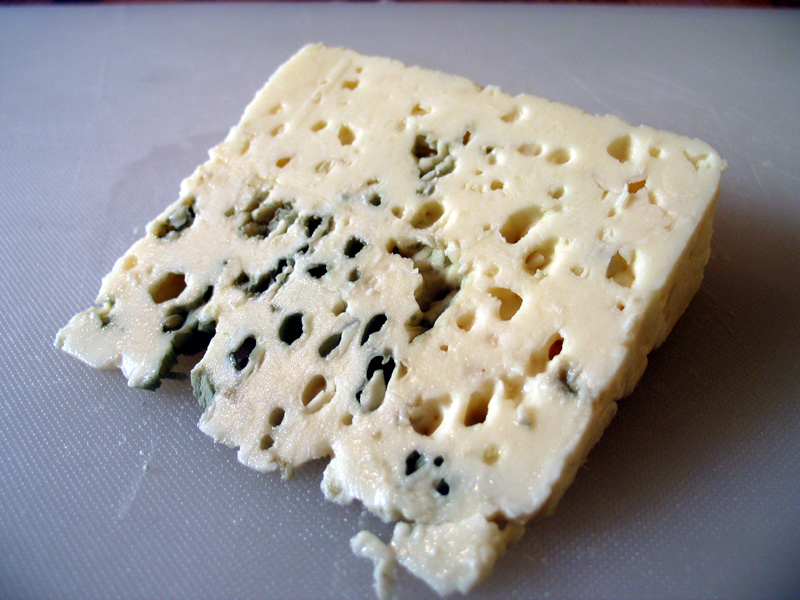
Roquefortost